# 자실체

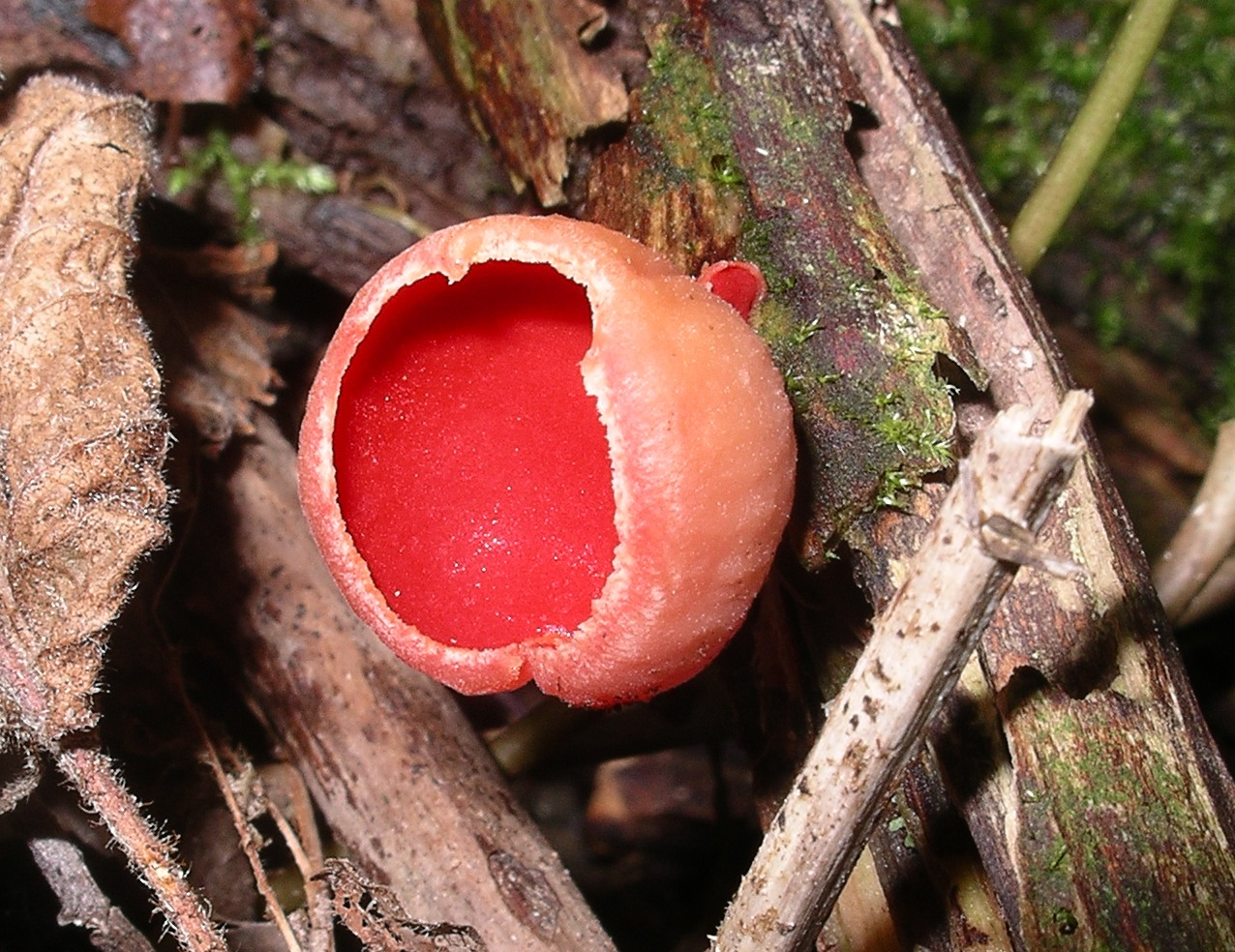
Sarcoscypha austriaca의 자실체

균계의 자실체(fruiting body, fruit body) 또는 포자낭과, 아포과, 홀씨주머니열매(sporocarp)는 담자와 같은 포자 생산 구조(포자낭)가 있는 다세포 구조이다. 자실체는 곰팡이 생활 주기의 유성 단계의 일부인 반면 생활 주기의 나머지 부분은 영양 균사체로서 성장하는 것과 무성 포자를 생산하는 것이 특징이다.
담자균류의 자실체는 담자라고 하며 자낭균류의 자실체는 자낭과라고 한다. 담자와 자낭과는 다양한 모양과 형태를 보인다. 이러한 특징은 균류의 식별과 분류에 중요한 역할을 한다.
자실체는 땅에서 자라면 지상성(epigeal)이라고 하고 지하에서 자라면 지하성(hypogeal)라고 한다. 육안으로 볼 수 있는 지상성의 유성 자실체는 종종 버섯이라고 한다. 지상성 자실체는 균사체가 어미 자실체를 훨씬 넘어 지하로 뻗어서 지상성 자실체보다 지하에 더 넓은 균사체를 가지고 있다. 지하성 균류는 일반적으로 트러플이라고 한다. 한편 지하성 균류는 지상성 균류에서 진화했다는 증거가 있다. 진화하는 동안 트러플 같은 지하성 균류는 공기와 바람을 통해 포자를 퍼뜨리는 능력을 잃었고, 대신 동물의 섭취와 그에 따른 배변을 통해 번식했다.
아마추어 버섯 사냥과 학문적 균학의 많은 부분에서 고등 균류의 식별은 자실체의 특징을 기반으로 한다.
알려진 가장 큰 자실체는 하이난 섬에서 발견된 펠리누스 엘립소이데우스(Phellinus ellipsoideus, 이전 학명은 Fomitiporia ellipsoidea)의 표본이다. 이 표본의 길이는 10.85 미터 (35 ft 7 in), 무게는 450과 760 킬로그램 (990과 1,680 lb)으로 추정된다.

## 생태학
다양한 동물이 균계의 자실체를 먹는다. 균류를 먹고 사는 포유류는 균류 자체만큼이나 다양하며 균식생물(mycophage)이라고 불린다. 다람쥐가 가장 다양한 균류를 먹지만 유대류, 생쥐, 들쥐, 레밍, 사슴, 땃쥐, 토끼, 족제비 등과 같이 균류를 먹고 사는 다른 포유류도 많다. 일부 동물은 경우에 따라 균계를 먹고 다른 동물은 균계를 주요 식품 공급원으로 삼는다. 트러플 같은 지하성 균류는 동부베통과 같은 일부 작은 포유류의 영양가 높은 기본적인 식품 공급원이다. 이에 대한 증거는 동부베통의 식단에서 균류의 구성이 주머니 안 새끼의 신체 상태나 성장률과 상관 관계가 있다는 사실이다. 외생균근이나 지하성 균류는 작은 균식생물 포유류와 공생 관계를 형성한다. 지하성 균류는 지하에 존재하여 지상성 균류처럼 바람을 이용할 수 없기 때문에 포자를 퍼뜨리는 데 작은 동물의 섭취에 의존한다.
지하성 균류도 작은 유대류나 호주 유칼립투스 숲과의 삼원 공생 관계의 구성원이 된다. 호주 유칼립투스 숲에서 지하성 자실체의 전파는 화재에 의해 긍정적인 영향을 받는다. 화재가 발생한 후, 모든 지상성 자실체가 대부분 사라지며 지하성 자실체가 작은 유대류의 주요 균류 공급원이 된다. 화재와 같은 재난에 저항하는 지하성 균류의 능력은 동물의 소화계에서 살아남기 위해 진화된 능력 덕분일 수 있다. 또한 자실체는 다른 균류의 먹이원 역할을 할 수 있다. 자실체는 다양한 균류 군집의 숙주가 될 수 있다. 방어 기전에 거의 투자하지 않고 진화한 수명이 짧은 자실체는 수명이 긴 자실체보다 더 자주 군집성 균류의 먹이가 된다. 표면적 대 부피 비율이 더 높은 배착성 자실체(resupinate sporocarp)는 갓이 있는(pileate) 자실체보다 더 다양한 진균류의 숙주가 된다.

## 추가 자료
- Zabowski, D.; Zasoski, R. J.; Littke, W.; Ammirati, J. (1990). “Metal content of fungal sporocarps from urban, rural, and sludge-treated sites”. 《Journal of Environmental Quality》 19 (3): 372–377. doi:10.2134/jeq1990.00472425001900030004x.